# Copa Libertadores da América de 1979
A Taça Libertadores da América de 1979 foi a 20.ª edição disputada ao longo da história. Após anos de hegemonia dos clubes argentinos, brasileiros e uruguaios, o Olimpia do Paraguai tornou-se o primeiro clube paraguaio campeão após derrotar no primeiro jogo o Boca Juniors, em Assunção, e suportar a pressão do estádio La Bombonera, em Buenos Aires, para levantar a taça.

## Equipes classificadas
- Argentina
  - Boca Juniores	(Campeão da Libertadores 1978)
  - Independiente	(Campeão do Campeonato Nacional Argentino 1978)
  - Quilmes	(Campeão do Campeonato Metropolitano Argentino 1978)

- Bolívia
  - Bolivar	(Campeão do Campeonato Boliviano 1978)
  - Jorge Wilsterman	(Vice-campeão do Campeonato Boliviano 1978)

- Brasil
  - Guarani	(Campeão do Campeonato Brasileiro 1978)
  - Palmeiras	(Vice-campeão do Campeonato Brasileiro 1978)

- Chile
  - Palestino	(Campeão do Campeonato Chileno 1978)
  - O’Higgins	(Campeão da Mini-Liga Pré-Libertadores 1978)

- Colômbia
  - Millonarios 	(Campeão do Campeonato Colombiano 1978)
  - Deportivo Cali	(Vice-campeão do Campeonato Colombiano 1978)

- Equador
  - El Nacional	(Campeão do Campeonato Equatoriano 1978)
  - Técnico Universitário	(Vice-campeão do Campeonato Equatoriano 1978)

- Paraguai
  - Olimpia	(Campeão do Campeonato Paraguaio 1978)
  - Sol de América	(Vice-campeão do Campeonato Paraguaio 1978)

- Peru
  - Alianza Lima	(Campeão do Campeonato Peruano 1978)
  - Universitário	(Vice-campeão do Campeonato Peruano 1978)

- Uruguai
  - Peñarol	(Campeão do Campeonato Uruguaio e da Mini-Liga Pré-Libertadores 1978)
  - Nacional	(Vice-campeão da Mini-Liga Pré-Libertadores 1978)

- Venezuela
  - Portuguesa	(Campeão do Campeonato Venezuelano 1978)
  - Deportivo Galicia	(Vice-campeão do Campeonato Venezuelano 1978)

## Fase de grupos
O Boca Juniors, da Argentina, campeão da Taça Libertadores da América de 1978, avançou direto para as semifinais.

### Grupo 1
| Time           | Pts | J | V | E | D | GP | GC | SG |
| -------------- | --- | - | - | - | - | -- | -- | -- |
| Independiente  | 9   | 6 | 4 | 1 | 1 | 12 | 6  | 6  |
| Deportivo Cali | 7   | 6 | 3 | 1 | 2 | 8  | 7  | 1  |
| Millonarios    | 6   | 6 | 2 | 2 | 2 | 8  | 11 | -3 |
| Quilmes        | 2   | 6 | 1 | 0 | 5 | 7  | 11 | -4 |

| 14 de março, 1979 |     |                |  |            |
| Quilmes           | 1–2 | Independiente  |  | Quilmes    |
| Millonarios       | 1–1 | Deportivo Cali |  | Bogotá     |
| 20 de março, 1979 |     |                |  |            |
| Millonarios       | 3–3 | Independiente  |  | Bogotá     |
| Deportivo Cali    | 3–2 | Quilmes        |  | Cali       |
| 23 de março, 1979 |     |                |  |            |
| Deportivo Cali    | 1–0 | Independiente  |  | Cali       |
| Millonarios       | 1–0 | Quilmes        |  | Bogotá     |
| 4 de abril, 1979  |     |                |  |            |
| Independiente     | 2–0 | Quilmes        |  | Avellaneda |
| Deportivo Cali    | 2–0 | Millonarios    |  | Cali       |
| 10 de abril, 1979 |     |                |  |            |
| Quilmes           | 1–2 | Millonarios    |  | Quilmes    |
| Independiente     | 1–0 | Deportivo Cali |  | Avellaneda |
| 13 de abril, 1979 |     |                |  |            |
| Quilmes           | 3–1 | Deportivo Cali |  | Quilmes    |
| Independiente     | 4–1 | Millonarios    |  | Avellaneda |

### Grupo 2
| Time              | Pts | J | V | E | D | GP | GC | SG  |
| ----------------- | --- | - | - | - | - | -- | -- | --- |
| Olímpia           | 10  | 6 | 5 | 0 | 1 | 13 | 5  | 8   |
| Bolívar           | 9   | 6 | 4 | 1 | 1 | 18 | 7  | 11  |
| Sol de América    | 5   | 6 | 2 | 1 | 3 | 9  | 12 | -3  |
| Jorge Wilstermann | 0   | 6 | 0 | 0 | 6 | 5  | 21 | -16 |

| 23 de março, 1979 |     |                   |  |            |
| Olímpia           | 2–1 | Sol de América    |  | Assunção   |
| 25 de março, 1979 |     |                   |  |            |
| Bolívar           | 4–0 | Jorge Wilstermann |  | La Paz     |
| 29 de março, 1979 |     |                   |  |            |
| Jorge Wilstermann | 0–2 | Olímpia           |  | Cochabamba |
| Bolívar           | 4–1 | Sol de América    |  | La Paz     |
| 2 de abril, 1979  |     |                   |  |            |
| Jorge Wilstermann | 2–3 | Sol de América    |  | Santa Cruz |
| 3 de abril, 1979  |     |                   |  |            |
| Bolívar           | 2–1 | Olímpia           |  | La Paz     |
| 5 de abril, 1979  |     |                   |  |            |
| Sol de América    | 0–1 | Olímpia           |  | Assunção   |
| Jorge Wilstermann | 0–6 | Bolívar           |  | La Paz     |
| 8 de abril, 1979  |     |                   |  |            |
| Olímpia           | 4–2 | Jorge Wilstermann |  | Assunção   |
| 11 de abril, 1979 |     |                   |  |            |
| Sol de América    | 2–1 | Jorge Wilstermann |  | Assunção   |
| 15 de abril, 1979 |     |                   |  |            |
| Sol de América    | 2–2 | Bolívar           |  | Assunção   |
| 18 de abril, 1979 |     |                   |  |            |
| Olímpia           | 3–0 | Bolívar           |  | Assunção   |

### Grupo 3
| Time          | Pts | J | V | E | D | GP | GC | SG  |
| ------------- | --- | - | - | - | - | -- | -- | --- |
| Guarani       | 10  | 6 | 5 | 0 | 1 | 16 | 5  | 11  |
| Universitario | 8   | 6 | 4 | 0 | 2 | 15 | 15 | 0   |
| Palmeiras     | 6   | 6 | 3 | 0 | 3 | 15 | 11 | 4   |
| Alianza Lima  | 0   | 6 | 0 | 0 | 6 | 5  | 20 | -15 |

| 24 de fevereiro, 1979 |     |               |  |           |
| Alianza Lima          | 3–6 | Universitario |  | Lima      |
| 28 de fevereiro, 1979 |     |               |  |           |
| Alianza Lima          | 0–3 | Guarani       |  | Lima      |
| 3 de março, 1979      |     |               |  |           |
| Universitario         | 3–0 | Guarani       |  | Lima      |
| 10 de março, 1979     |     |               |  |           |
| Alianza Lima          | 2–4 | Palmeiras     |  | Lima      |
| 13 de março, 1979     |     |               |  |           |
| Universitario         | 2–5 | Palmeiras     |  | Lima      |
| 21 de março, 1979     |     |               |  |           |
| Universitario         | 1–0 | Alianza Lima  |  | Lima      |
| 25 de março, 1979     |     |               |  |           |
| Palmeiras             | 1–4 | Guarani       |  | São Paulo |
| 7 de abril, 1979      |     |               |  |           |
| Guarani               | 2–0 | Alianza Lima  |  | Campinas  |
| 8 de abril, 1979      |     |               |  |           |
| Palmeiras             | 1–2 | Universitario |  | São Paulo |
| 11 de abril, 1979     |     |               |  |           |
| Guarani               | 6–1 | Universitario |  | Campinas  |
| 12 de abril, 1979     |     |               |  |           |
| Palmeiras             | 4–0 | Alianza Lima  |  | São Paulo |
| 15 de abril, 1979     |     |               |  |           |
| Guarani               | 1–0 | Palmeiras     |  | Campinas  |

### Grupo 4
| Time              | Pts | J | V | E | D | GP | GC | SG  |
| ----------------- | --- | - | - | - | - | -- | -- | --- |
| Palestino         | 10  | 6 | 4 | 2 | 0 | 16 | 2  | 14  |
| O'Higgins         | 7   | 6 | 2 | 3 | 1 | 10 | 4  | 6   |
| Portuguesa        | 4   | 6 | 0 | 4 | 2 | 4  | 12 | -8  |
| Deportivo Galicia | 3   | 6 | 0 | 3 | 3 | 3  | 15 | -12 |

| 28 de fevereiro, 1979 |     |                   |  |          |
| O'Higgins             | 1–1 | Palestino         |  | Rancagua |
| 11 de março, 1979     |     |                   |  |          |
| Deportivo Galicia     | 1–1 | Portuguesa        |  | Caracas  |
| 18 de março, 1979     |     |                   |  |          |
| Deportivo Galicia     | 1–1 | Palestino         |  | Caracas  |
| Portuguesa            | 1–1 | O'Higgins         |  | Valencia |
| 21 de março, 1979     |     |                   |  |          |
| Portuguesa            | 0–2 | Palestino         |  | Valencia |
| Deportivo Galicia     | 0–1 | O'Higgins         |  | Caracas  |
| 29 de março, 1979     |     |                   |  |          |
| Palestino             | 1–0 | O'Higgins         |  | Santiago |
| Portuguesa            | 1–1 | Deportivo Galicia |  | Valencia |
| 11 de abril, 1979     |     |                   |  |          |
| Palestino             | 5–0 | Deportivo Galicia |  | Santiago |
| O'Higgins             | 1–1 | Portuguesa        |  | Rancagua |
| 15 de abril, 1979     |     |                   |  |          |
| Palestino             | 6–0 | Portuguesa        |  | Santiago |
| O'Higgins             | 6–0 | Deportivo Galicia |  | Rancagua |

### Grupo 5
| Time                  | Pts | J | V | E | D | GP | GC | SG |
| --------------------- | --- | - | - | - | - | -- | -- | -- |
| Peñarol               | 10  | 6 | 4 | 2 | 0 | 10 | 2  | 8  |
| Nacional              | 7   | 6 | 2 | 3 | 1 | 7  | 3  | 4  |
| El Nacional           | 5   | 6 | 2 | 1 | 3 | 6  | 10 | -4 |
| Técnico Universitario | 2   | 6 | 0 | 2 | 4 | 4  | 12 | -8 |

| 4 de março, 1979      |     |                       |  |            |
| El Nacional           | 2–1 | Técnico Universitario |  | Quito      |
| 7 de março, 1979      |     |                       |  |            |
| Peñarol               | 0–0 | Nacional              |  | Montevidéu |
| 13 de março, 1979     |     |                       |  |            |
| Peñarol               | 4–0 | Técnico Universitario |  | Montevidéu |
| 16 de março, 1979     |     |                       |  |            |
| Nacional              | 2–0 | Técnico Universitario |  | Montevidéu |
| 20 de março, 1979     |     |                       |  |            |
| Nacional              | 3–0 | El Nacional           |  | Montevidéu |
| 23 de março, 1979     |     |                       |  |            |
| Peñarol               | 2–1 | El Nacional           |  | Montevidéu |
| 28 de março, 1979     |     |                       |  |            |
| Nacional              | 1–1 | Peñarol               |  | Montevidéu |
| 1 de abril, 1979      |     |                       |  |            |
| Técnico Universitario | 2–2 | El Nacional           |  | Ambato     |
| 5 de abril, 1979      |     |                       |  |            |
| Técnico Universitario | 0–1 | Peñarol               |  | Ambato     |
| El Nacional           | 1–0 | Nacional              |  | Quito      |
| 8 de abril, 1979      |     |                       |  |            |
| El Nacional           | 0–2 | Peñarol               |  | Quito      |
| Técnico Universitario | 1–1 | Nacional              |  | Ambato     |

## Semifinais

### Grupo A
| Time          | Pts | J | V | E | D | GP | GC | SG |
| ------------- | --- | - | - | - | - | -- | -- | -- |
| Boca Juniors  | 5   | 4 | 2 | 1 | 1 | 3  | 1  | 2  |
| Independiente | 5   | 4 | 2 | 1 | 1 | 2  | 2  | 0  |
| Peñarol       | 2   | 4 | 0 | 2 | 2 | 0  | 2  | -2 |

| 10 de maio, 1979  |     |               |  |              |
| Peñarol           | 0–0 | Independiente |  | Montevidéu   |
| 16 de maio, 1979  |     |               |  |              |
| Boca Juniors      | 1–0 | Peñarol       |  | Buenos Aires |
| 13 de junho, 1979 |     |               |  |              |
| Independiente     | 1–0 | Boca Juniors  |  | Avellaneda   |
| 20 de junho, 1979 |     |               |  |              |
| Independiente     | 1–0 | Peñarol       |  | Avellaneda   |
| 27 de junho, 1979 |     |               |  |              |
| Boca Juniors      | 2–0 | Independiente |  | Buenos Aires |
| 4 de julho, 1979  |     |               |  |              |
| Peñarol           | 0–0 | Boca Juniors  |  | Montevidéu   |
| Desempate         |     |               |  |              |
| 11 de julho, 1979 |     |               |  |              |
| Boca Juniors      | 1–0 | Independiente |  | Buenos Aires |

### Grupo B
| Time      | Pts | J | V | E | D | GP | GC | SG |
| --------- | --- | - | - | - | - | -- | -- | -- |
| Olímpia   | 7   | 4 | 3 | 1 | 0 | 8  | 2  | 6  |
| Guarani   | 3   | 4 | 0 | 3 | 1 | 4  | 5  | -1 |
| Palestino | 2   | 4 | 0 | 2 | 2 | 2  | 7  | -5 |

| 1 de maio, 1979  |     |           |  |          |
| Palestino        | 0–0 | Guarani   |  | Santiago |
| 4 de maio, 1979  |     |           |  |          |
| Olímpia          | 2–1 | Guarani   |  | Assunção |
| 9 de maio, 1979  |     |           |  |          |
| Palestino        | 0–2 | Olímpia   |  | Santiago |
| 16 de maio, 1979 |     |           |  |          |
| Olímpia          | 3–0 | Palestino |  | Assunção |
| 20 de maio, 1979 |     |           |  |          |
| Guarani          | 2–2 | Palestino |  | Campinas |
| 24 de maio, 1979 |     |           |  |          |
| Guarani          | 1–1 | Olímpia   |  | Campinas |

## Finais[1]
| Time         | Pts | J | V | E | D | GP | GC | SG |
| ------------ | --- | - | - | - | - | -- | -- | -- |
| Olímpia      | 3   | 2 | 1 | 1 | 0 | 2  | 0  | +2 |
| Boca Juniors | 1   | 2 | 1 | 1 | 0 | 0  | 2  | -2 |

Jogo de ida
| 22 de julho de 1979 | Olimpia                | 2 – 0 | Boca Juniors | Defensores del Chaco, Assunção         |
|                     | Aquino 2' · Piazza 27' |       |              | Público: 50 000 Árbitro: Gastón Castro |

Olimpia: Almeida, Paredes, Jiménez, Solalinde, Kiese; Piazza, Isasi, L.Torres; Villalba, Talavera e Aquino. Técnico: Luis Cubilla
Boca Juniors: Gatti, Pernía, Capurro, Mouzo, Bordón; J.J.Benítez (Palacios), Suñé e Salinas; Mastrángelo, Salguero e Rocha. Técnico: Juan Carlos Lorenzo
Jogo de volta
| 27 de julho de 1979 | Boca Juniors | 0 – 0 | Olimpia | La Bombonera, Buenos Aires              |
|                     |              |       |         | Público: 65 000 Árbitro: Juan Cardelino |

Boca Juniors: Gatti, Pernía, Sá, Capurro e Bordón; J.J.Benítez, Suñé e Zanabria (Salguero); Mastrángelo, Salinas e Rocha (Palacios). Técnico: Juan Carlos Lorenzo
Olimpia: Almeida, Solalinde, Paredes, Jiménez e Piazza; L.Torres (Guasch), Kiese e Talavera; Isasi, Villalba e Aquino (Delgado). Técnico: Luis Cubilla
| Taça Libertadores de 1979   |
| --------------------------- |
| OLÍMPIA Campeão (1º título) |

## Classificação Geral
| Pos | Times                 | P  | J  | V | E | D | GP | GC | SG  | Resultado     |
| --- | --------------------- | -- | -- | - | - | - | -- | -- | --- | ------------- |
| 1   | Olímpia               | 20 | 12 | 9 | 2 | 1 | 23 | 7  | +16 | Campeão       |
| 2   | Boca Juniors          | 6  | 6  | 3 | 2 | 1 | 3  | 3  | 0   | Vice campeão  |
| 3   | Independiente         | 14 | 10 | 6 | 2 | 2 | 14 | 8  | +6  | Semifinal     |
| 4   | Guarani               | 13 | 10 | 5 | 3 | 2 | 20 | 10 | +10 | Semifinal     |
| 5   | Peñarol               | 12 | 10 | 4 | 4 | 2 | 10 | 4  | +6  | Semifinal     |
| 6   | Palestino             | 12 | 10 | 4 | 4 | 2 | 18 | 9  | +9  | Semifinal     |
| 10  | Bolívar               | 9  | 6  | 4 | 1 | 1 | 18 | 7  | 11  | Primeira Fase |
| 13  | Universitario         | 8  | 6  | 4 | 0 | 2 | 15 | 15 | 0   | Primeira Fase |
| 16  | O'Higgins             | 7  | 6  | 2 | 3 | 1 | 10 | 4  | 6   | Primeira Fase |
| 19  | Nacional              | 7  | 6  | 2 | 3 | 1 | 7  | 3  | 4   | Primeira Fase |
| 7   | Deportivo Cali        | 7  | 6  | 3 | 1 | 2 | 8  | 7  | 1   | Primeira Fase |
| 14  | Palmeiras             | 6  | 6  | 3 | 0 | 3 | 15 | 11 | 4   | Primeira Fase |
| 8   | Millonarios           | 6  | 6  | 2 | 2 | 2 | 8  | 11 | -3  | Primeira Fase |
| 11  | Sol de América        | 5  | 6  | 2 | 1 | 3 | 9  | 12 | -3  | Primeira Fase |
| 20  | El Nacional           | 5  | 6  | 2 | 1 | 3 | 6  | 10 | -4  | Primeira Fase |
| 17  | Portuguesa            | 4  | 6  | 0 | 4 | 2 | 4  | 12 | -8  | Primeira Fase |
| 18  | Deportivo Galicia     | 3  | 6  | 0 | 3 | 3 | 3  | 15 | -12 | Primeira Fase |
| 9   | Quilmes               | 2  | 6  | 1 | 0 | 5 | 7  | 11 | -4  | Primeira Fase |
| 21  | Técnico Universitario | 2  | 6  | 0 | 2 | 4 | 4  | 12 | -8  | Primeira Fase |
| 15  | Alianza Lima          | 0  | 6  | 0 | 0 | 6 | 5  | 20 | -15 | Primeira Fase |
| 12  | Jorge Wilstermann     | 0  | 6  | 0 | 0 | 6 | 5  | 21 | -16 | Primeira Fase |